# オープン・ウォーター2
『オープン・ウォーター2』（原題：Open Water 2: Adrift）は、2006年公開のドイツ映画。ハンス・ホーン監督。
前作『オープン・ウォーター』はアメリカ映画だったが、本作はドイツ制作になっている。また前作同様、実話をもとにした海上サスペンス作品である。

## ストーリー
大型ヨットでのクルーズ中、泳ごうとして乗客6名全員が海へと入るが、不注意で甲板に上がるためのハシゴを下ろしていなかった。

## キャスト
※括弧内は日本語吹き替え
- エイミー - スーザン・メイ・プラット（甲斐田裕子）
- ジェームズ - リチャード・スパイト・ジュニア（成田剣）
- ローレン - アリ・ヒリス（田村聖子）
- ダン - エリック・デイン（東地宏樹）
- ミッシェル - キャメロン・リチャードソン（阿部桐子）
- ザック - ニクラウス・ランゲ（桐本琢也）
- 吹替版のその他声の出演 - 植竹香菜、酒井敬幸、上田純子、関山美沙紀

## その他
- テレビ番組「探偵!ナイトスクープ」2008年9月26日放送「『オープンウォーター2』で生き残る」[1]において、この映画の状況で自分達なら生還できると思うので試したい、という依頼があり、竹山探偵が依頼者らが提案した生還方法を試した。しかし水中に入った時点で脱落する参加者などもおり、行き当たりばったりなやり方の為誰一人として「生還」を果たすことは出来なかった。（そもそもバラエティ番組なので十分な検証をもって行ったわけではない）